# Jocelyn Toynbee
Jocelyn Mary Catherine Toynbee (geboren am 3. März 1897 in Paddington, London; gestorben am 31. Dezember 1985 in Oxford) war eine britische Klassische Archäologin.
Toynbee war die Tochter von Harry Valpy Toynbee und Sarah Edith Toynbee. Ihr älterer Bruder war der Historiker und Geschichtsphilosoph Arnold J. Toynbee. Sie besuchte zunächst die Winchester High School für Mädchen, anschließend wie ihre Mutter das Newnham College in Cambridge, an dem sie 1919 ihren Magister Artium in Classical honours tripos machte. Von 1920 bis 1921 lehrte sie am Ladies’ College in  Cheltenham, 1921 bis 1924 am St. Hugh’s College in Oxford, das sie im Rahmen der Massenkündigungen aus Protest gegen die Entlassung der italienischen Historikerin Cecilia Ady verließ. In der Folge war sie Lecturer für Klassische Altertumswissenschaften an der Universität Reading, bis sie 1927 als Mitglied des Newnham College nach Cambridge zurückkehrte. 1930 erfolgte die Promotion an der Universität Oxford, ab 1931 hatte sie neben ihrer Position am Newnham College noch die Stelle als Lecturer an der Philosophischen Fakultät der Universität Cambridge inne. Diese Stelle behielt sie bis zu ihrer Berufung auf den Laurence-Lehrstuhl für Klassische Archäologie in Cambridge im Jahr 1951. 1962 wurde sie emeritiert und Ehrenmitglied des Newnham College. Es folgten zwanzig weitere Jahre intensiven Forschens und Publizierens und des Organisierens von Ausstellungen.
Jocelyn Toynbee war als Klassische Archäologin eine der wenigen Wissenschaftlerinnen ihrer Zeit in einer weitgehend von Männern beherrschten Domäne. Früh trat sie während ihrer Romreisen in enge Beziehung zu Eugénie Sellers Strong, der damaligen Grande Dame der römischen Archäologie und Gelehrtengesellschaft. Durch diesen Kontakt bestärkt und ihrer Neigung folgend, widmete sie ihre Forschungen vor allem römischen Themen von der Kaiserzeit bis in die Spätantike, einem von der britischen Archäologie weitgehend vernachlässigten und als Gebiet eigenständigen Kunstschaffens nicht recht gewürdigten Bereich der antiken Kunstgeschichte. Gleichwohl vertrat sie traditionelle Ansätze und sah in der römischen Kunst ab dem 3. Jahrhundert und in der Kunst der Spätantike die einfache Fortsetzung kaiserzeitlichen Gestaltungswillens. Hierin stand sie in deutlichem Gegensatz zu Alois Riegl und Franz Wickhoff, die gerade das hinter allem wirkende, ganz unterschiedliche Kunstwollen dieser Zeit herausgearbeitet hatten.
Wichtig und wegweisend waren ihre Arbeiten im Bereich der Numismatik. Münzbilder setzte sie, anders als ihre Kollegen auf diesem Gebiet, in Beziehung zum weiteren Kunstschaffen der Zeit, zu Wandmalerei und Skulptur, zu Gemmen und Mosaiken und Metallarbeiten. Für ihre Arbeiten auf diesem Gebiet erhielt sie 1948 die Medaille der Royal Numismatic Society, 1956 die Archer M. Huntington Medal. Einen besonderen Bereich ihres Schaffens stellte Großbritannien unter römischer Herrschaft dar. Regelmäßig las sie zu diesem Thema, zwei ihrer Monographien waren neben zahlreichen Artikeln diesem Thema gewidmet.
Toynbee war Vizepräsidentin der Society for the Promotion of Roman Studies ab 1946, Vorsitzende des Bereichs Archaeology, History and Letters der British School at Rome von 1954 bis 1958. Sie war Mitglied der Society of Antiquaries of London seit 1943, Mitglied der British Academy seit 1952, und Mitglied der American Academy of Arts and Sciences seit 1973. Sie erhielt die Ehrendoktorwürde der Universität Newcastle im Jahr 1967 und der Universität Liverpool im Jahr 1968.

## Publikationen (Auswahl)
- The Hadrianic School: A Chapter in the History of Greek Art. Cambridge University Press, Cambridge 1934.
- Roman Medallions. The American Numismatic Society, New York 1944.
- Some Notes on Artists in the Roman World. Latomus, Brüssel 1951.
- mit John Bryan Ward-Perkins: The Shrine of St Peter and the Vatican Excavations. Longmans/Green, London 1956.
- The Flavian Reliefs from the Palazzo delle Cancellaria in Rome. 39. Charlton Lectures on Art. Oxford University Press, London 1957.
- Art in Roman Britain. Phaidon Press, London 1963.
- Art in Britain under the Romans. Clarendon Press, Oxford 1964.
- The Art of the Romans (= Ancient Peoples and Places. Band 43). Thames & Hudson, London 1965.
- Death and Burial in the Roman World. London 1971, ISBN 0-500-40015-6.
- Animals in Roman Life and Art. Thames & Hudson, London 1973, ISBN 0-500-40024-5.
- Roman Historical Portraits. Thames and Hudson, London 1978, ISBN 0-500-23277-6.
- Tierwelt der Antike (= Kulturgeschichte der antiken Welt. Band 17). Philipp von Zabern, Mainz 1983, ISBN 3-8053-0481-1.